# Calle Oscura
La calle Oscura es una vía pública de la ciudad española de Oviedo.

## Descripción
La vía, que se ha conocido como «calle Oscura» y «calle Santo Domingo», nace de Mon, a la altura de Postigo Alto, y discurre hasta Marqués de Gastañaga. Tiene cruces con la del Sol, Fuero y Carpio. Aparece descrita en El libro de Oviedo (1887) de Fermín Canella y Secades con las siguientes palabras:

Santo Domingo.—Antes Oscura llevándose tal nombre desde acuerdo municipal de 1867. La casa núm. 10 denota su antigüedad.—Ent.: Mon.—Conc.: Libertad.
(Canella y Secades, 1887, p. 123)